# Indigofera sulcata
Indigofera sulcata är en ärtväxtart som beskrevs av Dc. Indigofera sulcata ingår i släktet indigosläktet, och familjen ärtväxter. Inga underarter finns listade i Catalogue of Life.